# Shrek (franquicia)
Shrek es una franquicia de medios, basada en el libro Shrek! (1990) del estadounidense William Steig, está conformada principalmente de una serie de cuatro películas de animación digital, todas producidas por DreamWorks Animation: Shrek (2001), Shrek 2 (2004), Shrek tercero (2007) y Shrek Forever After (2010). En 2003, se estrenó un cortometraje en 3D, Shrek 4-D, que al principio era una atracción del parque temático Universal Studios Hollywood y, cuatro años después, debutó un especial televisivo navideño titulado Shrek the Halls, al cual le siguió el especial de Halloween Scared Shrekless, en 2010. Al año siguiente, en 2011, se estrenó la película El Gato con Botas, basada en uno de los personajes principales de la filmografía de Shrek.
Los dos primeros (Shrek y Shrek 2) fueron distribuidas por DreamWorks Pictures, mientras que los otros dos (Shrek tercero y Shrek Forever After) y El Gato con Botas fueron distribuidas por Paramount Pictures. Actualmente y debido a la compra de DreamWorks Animation por parte de NBCUniversal, Universal Pictures distribuye la franquicia Shrek así como todas las películas anteriores (incluyendo las que fueron distribuidas por Paramount Pictures).

## SerieShrek

### Shrek(2001)
Shrek (Mike Myers), un ogro solitario, se sorprende cuando varias criaturas de cuentos de hadas son enviadas a vivir a su pantano por el malvado Lord Farquaad (John Lithgow). Shrek se hace amigo de un burro parlante (Eddie Murphy), al que se refiere como "Donkey" (Burro en Hispanoamérica/Asno en España), y ambos viajan a encontrarse con el mencionado Farquaad para reclamar el pantano que le pertenece al ogro. Mientras tanto, Farquaad quiere a la Princesa Fiona (Cameron Diaz) para casarse con ella y así convertirse en rey. Cuando Shrek y Donkey lo visitan, Farquaad los obliga a buscar a Fiona de su aprisionamiento en una torre custodiada por un dragón. Una vez que llegan a la torre, el dragón resulta ser hembra y se enamora de Donkey. 
Una vez que Shrek y Donkey rescatan a Fiona, regresan con Farquaad. Sin embargo, en la travesía de vuelta, Shrek se enamora de Fiona, que se revela como una princesa con una maldición que la convierte en ogro cuando anochece. La única manera de romper el hechizo es por medio del primer beso de su verdadero amor. Cuando llegan con Farquaad, Fiona se prepara para casarse con él. Cuando ambos están a punto de contraer matrimonio, Shrek interrumpe la ceremonia y le dice a Fiona que la ama. Donkey y la dragona entran repentinamente en escena y esta última devora a Farquaad. Al final, Shrek y Fiona se besan y esta se convierte de forma permanente en un ogro. De vuelta en el pantano de Shrek, se casan y todos celebran la boda de los ogros, incluyendo las criaturas de los cuentos de hadas del principio.

### Shrek 2(2004)
La segunda película inicia con el Príncipe Encantador en su búsqueda de la Princesa Fiona de la torre del dragón. Sin embargo, cuando llega descubre que ella no está ahí y en cambio se encuentra con un lobo, reminiscente de «Caperucita Roja». Mientras tanto Shrek, Fiona y Donkey disfrutan la luna de miel del matrimonio de la pareja de ogros. Durante esto les llega a Shrek y Fiona una invitación para que Shrek conozca a los padres de Fiona, los reyes de Muy muy lejano, pero nadie se esperaba que ellos fueran ogros, lo cual no puso muy feliz al rey Harold, el padre de Fiona. El rey Harold contrata al Gato con Botas para que asesine a Shrek, pero cuando lo intenta Shrek está con Donkey y resulta siendo otro integrante del grupo de amigos. Como Fiona está tan triste, Shrek roba una poción para que vivan felices para siempre, él y Fiona. Shrek no sabía que donde robó el encantamiento; era en la fábrica de El hada madrina, la madre del príncipe Encantador, que quiere vengarse de Shrek ya que de no ser por él, su hijo, el príncipe se hubiera casado con Fiona. Shrek le dice a Donkey que tome la poción, como un conejillo de indias, al ver que no sucede nada Shrek, Donkey y Gato encuentran una granja abandonada y se van a dormir. Fiona se queda muy preocupada en el castillo ya que Shrek no ha vuelto, el rey Harold cree que Shrek ya está muerto. A la mañana siguiente, Donkey se levanta y es el corcel más bello de todo el mundo, cuando Shrek se levanta es un guapo y apuesto hombre y Fiona sin saber porqué pasó, es humana de nuevo. Shrek corre al castillo para llegar con Fiona pero encantador se hace pasar por Shrek y Fiona se enamora de él, mientras Shrek está en la cárcel con Donkey y Gato, acusados por un crimen que no cometieron. Al saber esto, Jengibre y Pinocho los ayudan a escapar de la cárcel. En la noche que escapan es precisamente la noche del baile en honor a la princesa Fiona y Shrek, pero Encantador se hace pasar por él para vengarse de Shrek. Shrek logra entrar al castillo y Fiona no duda en que él es el verdadero Shrek y al encontrarlo le da un beso de verdadero amor. Al ver esto el hada madrina por accidente se le cae su varita mágica, lo cual causa la muerte del hada madrina, Encantador llora por el fallecimiento de su madre y se va de la fiesta jurando algún día vengarse por su madre. La poción que Shrek tomó dura 24 Horas si le da un beso de amor verdadero en el segundo que se cumplan las 24 horas, si no lo hace, el hechizo será permanente; entonces Shrek le pregunta a Fiona si quiere que sean humanos por siempre, pero Fiona le dice que ella quiere que sean ogros; entonces se dan un beso y vuelven todos a la normalidad, al igual que Donkey. El rey Harold se disculpa con Shrek por su mal comportamiento, Shrek lo disculpa y así todos viven felices por siempre.

### Shrek Tercero(2007)
Shrek, su familia y amigos, y todo el reino de Muy Muy Lejano, están de luto por la muerte del rey Harold, el padre de Fiona, entonces la siguiente generación van a ser Shrek y Fiona, ahora Shrek se convertirá en el rey de Muy Muy Lejano, pero él solo quiere volver a su casa y estar en paz con su familia. La segunda opción para ser el rey es el primo de Fiona llamado Artie. Shrek  se embarca en una aventura con Donkey y Gato para ir a buscar a Artie a otro continente. Antes de que Shrek termine por marcharse, Fiona le dice que está embarazada. Shrek durante el viaje tiene muchas pesadillas pensando qué será del futuro de su vida con un bebé ogro. Cuando llegan al país de Artie, van a su escuela y nadie se esperaría que Artie fuera un fracasado adolescente, pero Artie no duda en ir con ellos. El príncipe Encantador está preparando su venganza contra el reino de Muy Muy Lejano con muchos villanos de cuentos de hadas. Mientras tanto a Shrek, por accidente, se le escapa que Artie será el rey porque Shrek no quiere y esto causa que Artie piense igual, ya no quiere ser el rey, entonces acuden al mago Merlín para que ayude a Artie a volver a su país, pero Shrek lo convence de que sea el rey. Fiona está con muchas princesas de cuentos de hadas celebrando su baby shower en el Castillo, cuando de la nada se oye que están secuestrando el castillo, entonces todas ellas se esconden en un cuarto secreto y tratan de escapar por una pared que derriban, pero las logran secuestrar y se las llevan a todas a una celda de la cual también escapan para lograr vencer a todos los villanos y al príncipe Encantador. Mientras tanto Shrek, Donkey, Gato y Artie llegan a Muy Muy Lejano para que Artie sea el rey pero el príncipe Encantador ahora es el rey Encantador de Muy Muy Lejano y hará una última obra de teatro en la cual salvará a la princesa, y el acto final será la muerte del verdadero Shrek. Las princesas ya están en la obra de teatro planeando un plan para que Encantador no mate a Shrek, en el último acto todas las princesas, Donkey, Gato, sus amigos y Artie suben para salvar a Shrek, pero Encantador le clava la espada en su brazo. Shrek cae al piso y le guiña un ojo a Fiona, Encantador le da por la espalda a Shrek y afirma haber salvado a todo el reino y ahora los villanos serán libres, pero Shrek se levanta y le dije a Encantador: Oye, tienes que practicar tu puntería. Shrek hace caer a todo el castillo falso, por lo que fallece el príncipe Encantador, que antes de morir, Shrek le quitó su corona, con la que después, en la tarima corona a Artie como el rey Artie de Muy Muy Lejano. Todo el mundo, hasta los villanos aplauden, pues la alegría ha vuelto al reino, lo cual implica que Shrek puede volver a su casa en el bosque con su familia. Luego Fiona da a luz a tres pequeñitos ogros, los otros integrantes de la familia, y así, todos vivieron felices por siempre.

### Shrek Para Siempre(2010)
Tiempo atrás, mientras Fiona seguía en la torre del dragón, sus padres habían acudido a Rumpelstiltskin, un duende mágico que hace que toda la historia de una vida cambie, para liberar a Fiona, él pidió a cambio la entrega del reino, pero en ese momento se enteraron de que Shrek la había salvado y se anuló el contrato. En el presente, Shrek ya es padre de 3 hermosos hijos y vive muy feliz junto a ellos, sin embargo, llega un momento donde se cansa de la rutina e incluso genera que actúe de forma muy grosera en el primer cumpleaños de sus hijos. Extrañando ser un ogro aterrador, decide hacer un trato con Rumpelstiltskin, en el que Shrek puede ser un ogro por un día a cambio de que le conceda otro día de su vida, sin embargo, Rumpelstiltskin elige el día que Shrek nació y crea un mundo alterno donde él es el rey, Shrek nunca existió y por ese motivo, él morirá al acabar el día a menos que Shrek logre el beso de su verdadero amor. Shrek encuentra a Donkey (quien no lo reconoce y se asusta de él) y van en busca de Fiona, solo para darse cuenta de que ya no está en la torre y luego encontrar un mundo subterráneo de ogros donde ella es la líder. Fiona no reconoce a Shrek y solo lo manda a entrenar con los ogros para una rebelión contra el reino. En medio de ello y con ayuda del Gato con Botas (quien es mascota de Fiona y está muy obeso), Shrek intenta enamorar a Fiona pero las distracciones ocasionan que los ogros sean capturados y Fiona se moleste con Shrek. Rumpelstiltskin se da cuenta de que Shrek no está capturado y ofrece "el contrato de la vida" a quien lo entregue. Shrek, a punto de creer que morirá, se entrega por sí mismo y desea que todos los ogros sean libres, lo que se concede, pero Fiona no es liberada debido a que "de día es una, de noche otra". Fiona le agradece a Shrek por su acción y, con ayuda de sus amigos y los ogros, derrotan a Rumpelstiltskin. Para el final del día, Shrek está a punto de desaparecer pero Fiona ya estaba enamorada de él y le da un beso, mientras Shrek desaparece. Cuando ella se da cuenta de que seguía siendo ogra, se da cuenta de que el beso era de amor completamente verdadero, el contrato es anulado, y todo vuelve a la normalidad: Shrek está de nuevo en la fiesta de sus hijos, Fiona y ellos lo aman y se alegra de haber recuperado todo lo que tenía.

## SerieEl Gato con Botas

### El Gato con Botas(2011)
El Gato con Botas es una película de comedia de acción estadounidense animada por computadora que se estrenó el 28 de octubre de 2011. La película se basa y sigue al personaje del Gato con Botas en sus aventuras con Kitty Softpaws y el cerebro Humpty Dumpty antes de su primera aparición en Shrek 2.

### El Gato con Botas: El Último Deseo(2022)
En noviembre de 2012, el productor ejecutivo Guillermo del Toro, dijo que ya se habían hecho un par de borradores para una secuela , y que el director Chris Miller quería llevar al Gato en una aventura a lugares exóticos. En abril de 2014, Antonio Banderas, la voz de Puss, dijo que el trabajo en la secuela acababa de comenzar. El 12 de junio de 2014, la película se tituló "El gato con botas 2: Nueve vidas y 40 ladrones". El 26 de febrero de 2019, se confirmó que la secuela aún estaba en desarrollo, y Bob Persichetti está listo para dirigir la película. En agosto de 2020, el nombre "El gato con botas: El último deseo" había sido registrada por DreamWorks, revelando el nuevo título de la secuela. En marzo de 2021, Joel Crawford reemplazó a Persichetti como director, habiendo dirigido anteriormente The Croods: A New Age de DreamWorks.
El gato con botas: El último deseo fue estrenada el 21 de diciembre de 2022 por Universal Pictures. La historia sigue a Gato, que ha desperdiciado ocho de sus nueve vidas. Con una última vida en juego, realiza una búsqueda para encontrar el místico Último Deseo y restaurar todas sus vidas.

## Futuras películas
Tras el gran éxito de Shrek 2 en mayo de 2004, Jeffrey Katzenberg reveló que la historia de Shrek se había esbozado en cinco películas casi desde el principio. "Antes de que terminara la primera, hablamos sobre la historia completa de Shrek, y cada uno de los capítulos responde preguntas sobre la primera película y nos da una idea", dijo Katzenberg. "Shrek 3 y 4 van a revelar otras preguntas sin respuesta y, finalmente, en el último capítulo, entenderemos cómo llegó Shrek a ese pantano, cuando lo encontremos en la primera película". Después del estreno de Shrek the Third en 2007, Katzenberg anunció que la quinta película se estrenaría en 2013.
En mayo de 2009, DreamWorks Animation anunció que el título de la cuarta película sería Shrek Forever After, indicando que sería la última de la serie Shrek. Más tarde en ese mismo año, eso fue confirmado por Bill Damaschke, jefe de producción creativa de DWA, con él diciendo: "Todo lo que fue amado de Shrek en la primera película se lleva a la película final".
Josh Klausner, uno de los escritores de Shrek Forever After, explicó en 2010 la evolución del guion: "Cuando entré por primera vez en el proyecto, no se suponía que fuera el capítulo final; originalmente iba a haber cinco películas de Shrek. Entonces, aproximadamente un año después del desarrollo, Jeffrey Katzenberg decidió que la historia que se nos había ocurrido era el camino correcto para que terminara el viaje de Shrek".
En febrero de 2014, en una entrevista con Fox Business Network, Katzenberg insinuó que aún se podía hacer una quinta película. "Nos gusta que tengan un poco de tiempo para descansar", dijo sobre los personajes. "Pero creo que puedes estar seguro de que tendremos otro capítulo en la serie Shrek. No hemos terminado y, lo que es más importante, él tampoco".
El 15 de junio de 2016, después de que NBCUniversal comprara DreamWorks Animation por $ 3.8 mil millones, el CEO de NBCUniversal, Steve Burke, discutió los planes para continuar con la franquicia, así como otras películas de DreamWorks. En julio de ese mismo año, The Hollywood Reporter citó fuentes que decían que la quinta película estaba prevista para su estreno en 2019. En septiembre de 2016, Eddie Murphy confirmó que se esperaba que la película se estrenara en 2019 o 2020, y que el guion se había completado.
La historia de la película fue escrita por Michael McCullers, basada en su propia idea. Cuando se le preguntó sobre el guion en marzo de 2017, McCullers dijo que presentaba "una reinvención bastante grande" para la serie de películas. El 6 de noviembre de 2018, Variety informó que Chris Meledandri tenía la tarea de ser el productor ejecutivo de Shrek 5 y El Gato con Botas 2, y que el elenco de las películas anteriores podría regresar.
En abril de 2023, Meledandri confirmó que la quinta película todavía está en las producciones y que el casting original de la película de Shrek podría regresar. Sin embargo, aún no hay fecha exacta para el estreno de la película.
En junio de 2024, Eddie Murphy confirmó en una entrevista que la grabación de voces para Shrek 5 estaba en proceso. Eddie Murphy comentó de creer que Shrek 5 se estrenaría en 2025, sin embargo, debido a las películas animadas de DreamWorks Animation ya confirmadas para el 2025, se esperaba una fecha para el año 2026.
Al mismo tiempo, Eddie Murphy confirmó el desarrollo de una película derivada de Donkey y que él volverá a darle voz al personaje.
El 9 de julio de 2024, DreamWorks anunció oficialmente Shrek 5 para el 1 de julio de 2026, confirmando el regreso de Mike Myers, Eddie Murphy y Cameron Diaz para dar voz a sus personajes nuevamente. A su vez, se confirmó que Walt Dohrn y Brad Ableson serán los directores de esta película, Walt Dohrn fue director de la franquicia Trolls y trabajó en las películas de Shrek, destacando más que nada por dar su voz para Rumpelstiltskin y ser el jefe de historia de Shrek Forever After.

## Recepción

### Taquilla
| Película                           | Fecha de estreno        | Presupuesto   | Recaudación    | Recaudación    | Recaudación    | Ranking de todos los tiempos | Ranking de todos los tiempos | Ref(s) |
| Película                           | Fecha de estreno        | Presupuesto   | Estados Unidos | Internacional  | Mundial        | Estados Unidos               | Mundial                      | Ref(s) |
| ---------------------------------- | ----------------------- | ------------- | -------------- | -------------- | -------------- | ---------------------------- | ---------------------------- | ------ |
| Shrek                              | 18 de mayo de 2001      | $60.000.000   | $268,163,011   | $220,278,357   | $489,441,368   | #67 (#110(A))                | #127                         | [ 21 ] |
| Shrek 2                            | 19 de mayo de 2004      | $150.000.000  | $441,226,247   | $487,534,523   | $928,760,770   | #8 (#32(A))                  | #29                          | [ 22 ] |
| Shrek tercero                      | 18 de mayo de 2007      | $160.000.000  | $322,719,944   | $490,647,436   | $813,367,380   | #32 (#111(A))                | #44                          | [ 23 ] |
| Shrek Forever After                | 21 de mayo de 2010      | $165.000.000  | $238,736,787   | $513,864,080   | $752,600,867   | #91                          | #52                          | [ 24 ] |
| El Gato con Botas                  | 28 de octubre de 2011   | $130.000.000  | $149,260,504   | $405,726,973   | $556,987,477   | #253                         | #97                          | [ 25 ] |
| El Gato con Botas: el último deseo | 21 de diciembre de 2022 | $90.000.000   | $185,382,830   | $298,466,535   | $484,849,365   | #12                          | #8                           | [ 26 ] |
| Total                              | Total                   | $755 millones | $1,603,489,323 | $2,413,517,904 | $4,022,447,352 | 6                            | 8                            |        |

### Recepción crítica y pública
| Película                           | Rotten Tomatoes   | Rotten Tomatoes      | Rotten Tomatoes     | Metacritic      | Metacritic        | CinemaScore | IMDb                | FilmAffinity        |
| Película                           | Críticos          | Críticos importantes | Audiencia           | Críticos        | Audiencia         | CinemaScore | IMDb                | FilmAffinity        |
| ---------------------------------- | ----------------- | -------------------- | ------------------- | --------------- | ----------------- | ----------- | ------------------- | ------------------- |
| Shrek                              | 91% (211 reseñas) | 82% (57 reseñas)     | 90% (250 000 votos) | 84 (34 reseñas) | 8.8 (1 039 votos) | A           | 7.9 (678 282 votos) | 7.7 (155 050 votos) |
| Shrek 2                            | 92% (237 reseñas) | 88% (64 reseñas)     | 69% (250 000 votos) | 81 (40 reseñas) | 8.6 (723 votos)   | A           | 7.3 (465 178 votos) | 7.0 (130 604 votos) |
| Shrek tercero                      | 70% (213 reseñas) | 69% (61 reseñas)     | 52% (250 000 votos) | 59 (35 reseñas) | 6.3 (517 votos)   | B+          | 6.1 (308 973 votos) | 5.9 (36 314 votos)  |
| Shrek Forever After                | 62% (201 reseñas) | 54% (56 reseñas)     | 54% (250 000 votos) | 57 (35 reseñas) | 6.7 (435 votos)   | A           | 6.3 (206 676 votos) | 5.9 (30 439 votos)  |
| El Gato con Botas                  | 88% (155 reseñas) | 86% (43 reseñas)     | 68% (50 000 votos)  | 74 (24 reseñas) | 7.5 (407 votos)   | A-          | 6.6 (161 572 votos) | 5.8 (17 562 votos)  |
| El Gato con Botas: el último deseo | 97% (62 reseñas)  | 91% (11 reseñas)     | 93% (250 votos)     | 85 (18 reseñas) | 8.8 (372 reseñas) | A           | 7.9 (1 712 votos)   | 7.2 (39 votos)      |
| Promedio                           | 82%               | 73%                  | 71%                 | 73              | 7.8               | A-          | 7.0                 | 6.6                 |

### Premios y nominaciones

#### Premios Óscar
| Película                           | Mejor Película Animada | Mejor Guion Adaptado | Mejor Canción Original | Ref(s). |
| ---------------------------------- | ---------------------- | -------------------- | ---------------------- | ------- |
| Shrek                              | Ganadora               | Nominada             |                        | [ 42 ]  |
| Shrek 2                            | Nominada               |                      | Nominada               | [ 43 ]  |
| El Gato con Botas                  | Nominada               |                      |                        | [ 44 ]  |
| El Gato con Botas: el último deseo | Nominado               |                      |                        | [ 45 ]  |

## Aparición en otros medios
En la serie Los Simpson, Lisa Simpson compra una camisa de Shrek en el episodio "See Homer Run" para regalársela a su padre. En el episodio "The Good, the Sad and the Drugly", Apu tiene una promoción de vasos de Shrek, mencionando que con ellos puede conseguir descuento en todos los DVDs de Shrek excepto en los dos primeros. En "Politically Inept, with Homer Simpson", Homer Simpson pinta una máscara de Shrek con su cara para promocionarse como político. Un muñeco de Shrek aparece en el episodio "The Winter of His Content", siendo pisoteado por Homer cuando este llega a casa.
En la película híbrida de imagen real y animación de Walt Disney Pictures Chip 'n Dale: Rescue Rangers (2022), el villano Sweet Pete utiliza productos de películas animadas que obtuvieron pocas ventas para su fábrica, entre ellos varios jabones de Shrek con forma de Shrek y Donkey.